# Beyla
Beyla e seu esposo Byggvir são servos de Freyr segunda a mitologia nórdica. O nome de Beyla é mencionado nas estrofes 55, 66 e na introdução do Lokassenna. Como esta é a única menção a ela, procura-se compreender sua importância por meio do estudo etimológico de seu nome. Ainda não se chegou a nenhuma conclusão definitiva, mas há hipóteses que relacionam Beyla à vacas (cow) e a abelha (bee).
Ainda há hipóteses que afirmam que Beyla e Byggvir são Ljósálfar, ou elfos brancos, mas não há provas conclusivas a respeito disto.